# Seventh Code
Pour plus de détails, voir Fiche technique et Distribution.
Seventh Code (セブンス コード, Sebunsu Kodo) est un thriller japonais écrit et réalisé par Kiyoshi Kurosawa et sorti en 2013.

## Synopsis
Akiko (Atsuko Maeda) voyage à Vladivostok pour retrouver Matsunaga (Ryōhei Suzuki), un jeune homme d'affaires qu'elle a rencontré à Tokyo. Akiko le retrouve enfin mais celui-ci la quitte à nouveau. Elle tente de le suivre. Akiko est alors prise à partie par la mafia et se retrouve totalement seule.

## Fiche technique
- Lieu de tournage : Vladivostok, Russie
- Dates de sortie :
  - Italie : 13 novembre 2013 (projection au Festival international du film de Rome)
  - Japon : 11 janvier 2014

## Distribution
- Atsuko Maeda : Akiko Takayama
- Ryōhei Suzuki : Matsunaga
- Aissy : Xiao Yen
- Hiroshi Yamamoto : Saito